# Samoana burchi
Samoana burchi é uma espécie de gastrópode da família Partulidae.
É endémica da Polinésia Francesa.